# 知恵と大和
「知恵と大和」（ちえとたいわ）は、青森県北津軽郡板柳町が制定した町民歌である。作詞・横山武夫、作曲・木村繁。

## 解説
板柳町民歌「知恵と大和」は、1955年（昭和30年）に（旧）板柳町が沿川村、小阿弥村、南津軽郡畑岡村と新設合併し（新）板柳町が成立してから20年の節目に当たる1975年（昭和50年）に「板柳町民憲章」と合わせて11月1日付で制定告示が行われた。作詞・作曲は自治体歌の多くで採られる懸賞募集ではなく、1957年（昭和32年）制定の2代目「青森市民歌」を作詞した元青森県副知事で歌人の横山武夫および、同曲の作曲者で元県立弘前高校音楽教諭の木村繁へ依頼されている。
歌詞は全2番で、町内を南北に貫く岩木川の沿岸に広がるリンゴ農園の情景を描写している。制定時に東芝EMI（のちユニバーサルミュージック・EMI Records）が合併時に作られた町民音頭「板柳音頭」（作詞：鈴木文雄、作曲：神栄）と合わせてシングル盤を作成し、東京混声合唱団による「知恵と大和」の斉唱が吹き込まれた。2023年（令和5年）にはレコード音源のCD化が行われ、4月より町民図書館で貸し出しを行っている。同年7月3日からは町内の防災無線で午前6時、正午、午後5時と8時を知らせる時報の曲が唱歌「ふるさと」から「知恵と大和」へ変更された。
2024年（令和6年）には町内のコーラスグループが49年ぶりとなる町民歌の新録を行い、防災無線で演奏する音源が10月11日より新録版に更新された。